# Pyry Soiri
Pyry Henri Hidipo Soiri (* 22. September 1994 in Ekenäs) ist ein finnisch-namibischer Fußballspieler. Er kann im offensiven Mittelfeld und im Angriff eingesetzt werden und ist finnischer Nationalspieler.

## Karriere
Soiri wurde als Kind einer finnischen Mutter und eines namibischen Vaters geboren. Er verbrachte die meiste Zeit seiner Kindheit in Afrika.

### Verein
Nachdem Soiri im Helsingin Pallo-Pojat mit dem Fußballspielen begonnen hatte, wechselte er als 15-Jähriger zum Nachwuchs des Erstligisten Myllykosken Pallo. 2011 wurde er in den Kader der ersten Mannschaft übernommen, mit der er am 20. Jänner 2012 sein erstes Spiel im Erwachsenenbereich bestritt, als er im Ligapokal bei der 0:4-Niederlage bei HJK Helsinki neun Minuten vor Schluss anstelle von Ville Saxman eingewechselt wurde. Am 19. April 2012 gab Soiri beim 2:0-Heimsieg gegen FF Jaro sein Debüt in der Meisterschaft, als er in der 90. Spielminute anstelle von Niko Kukka eingewechselt wurde.
Im Juni 2012 wurde Soiri zuerst an Järvenpään Palloseura (zwei Spiele) und dann an Kotkan Työväen Palloilijat (zwölf Spiele) verliehen, um Spielpraxis zu sammeln.
Mit Beginn der Saison 2013 entwickelte sich Soiri zur Stammkraft der ersten Mannschaft von Myllykosken Pallo und bestritt 23 von 33 Ligaspielen. Am 16. September 2013 erzielte er bei der 2:3-Niederlage beim IFK Mariehamn seinen ersten Meisterschaftstreffer. Mit Myllykosken Pallo schaffte Soiri den Sprung in die Qualifikation zur UEFA Europa League 2014/15 und damit ins internationale Blickfeld. In der ersten Runde wurde ÍF Fuglafjørður mit einem Gesamtergebnis von 1:0 bezwungen. In der zweiten Runde war dann gegen den FK Dinamo Minsk mit dem Gesamtscore von 0:3 Endstation. Soiri kam dabei in allen vier Spielen zum Einsatz.
Mit Beginn der Saison 2015 wechselte Soiri innerhalb der Veikkausliiga zu Vaasan PS, wo er auf Anhieb zum Stammspieler wurde und gleich in der ersten Saison nur ein Spiel versäumte, weil er in die Nationalmannschaft einberufen wurde. Mit Vaasan PS schaffte er ebenfalls den Einzug in die Qualifikation zur UEFA Europa League, wo allerdings bereits in der ersten Runde gegen AIK Solna mit einem Gesamtergebnis von 2:6 Endstation war. In der Meisterschaft 2016 konnte er 30 Einsätze verbuchen, in denen er zehn Treffer erzielte.
Mit Beginn des Jahres 2017 wechselte Soiri nach Belarus zu FK Schachzjor Salihorsk. In der ersten Saison kam er in 22 von 30 Spielen in der Wyschejschaja Liha zum Einsatz. Zudem schaffte er mit dem Klub den Einzug in die Qualifikation zur UEFA Europa League, in der bereits nach der ersten Runde gegen Sūduva Marijampolė nach dem Gesamtergebnis von 1:2 Endstation war. Nachdem es zu Beginn der Saison 2018 nicht nach Wunsch gelaufen war, wurde mit Sergei Taschujew ein neuer Trainer bestellt, der andere Spieler bevorzugte. Aus diesem Grund wurde sein Vertrag im Sommer 2018 aufgelöst und Soiri wechselte per 10. August nach Österreich zum FC Admira Wacker Mödling.
Zur Saison 2019/20 wechselte er nach Dänemark zum Esbjerg fB, wo er einen bis Juni 2022 laufenden Vertrag erhielt. In der Saison 2019/20 kam er zu 24 Einsätzen. Nach der Vorrunde belegte er mit Esbjerg den 13. Platz und musste in die Abstiegsrunde, wo der Verein in seiner Gruppe Letzter wurde und in die 2. Liga abstieg. Im Sommer 2021 wurde Soiris Vertrag bei Esbjerg auf gelöst.
Anfang 2022 kehrte Soiri nach Finnland zurück und unterschrieb bei HJK Helsinki einen Vertrag bis Ende Dezember 2023. Am Ende der Saison 2022 gewann er mit dem Verein die finnische Meisterschaft.

### Nationalmannschaft

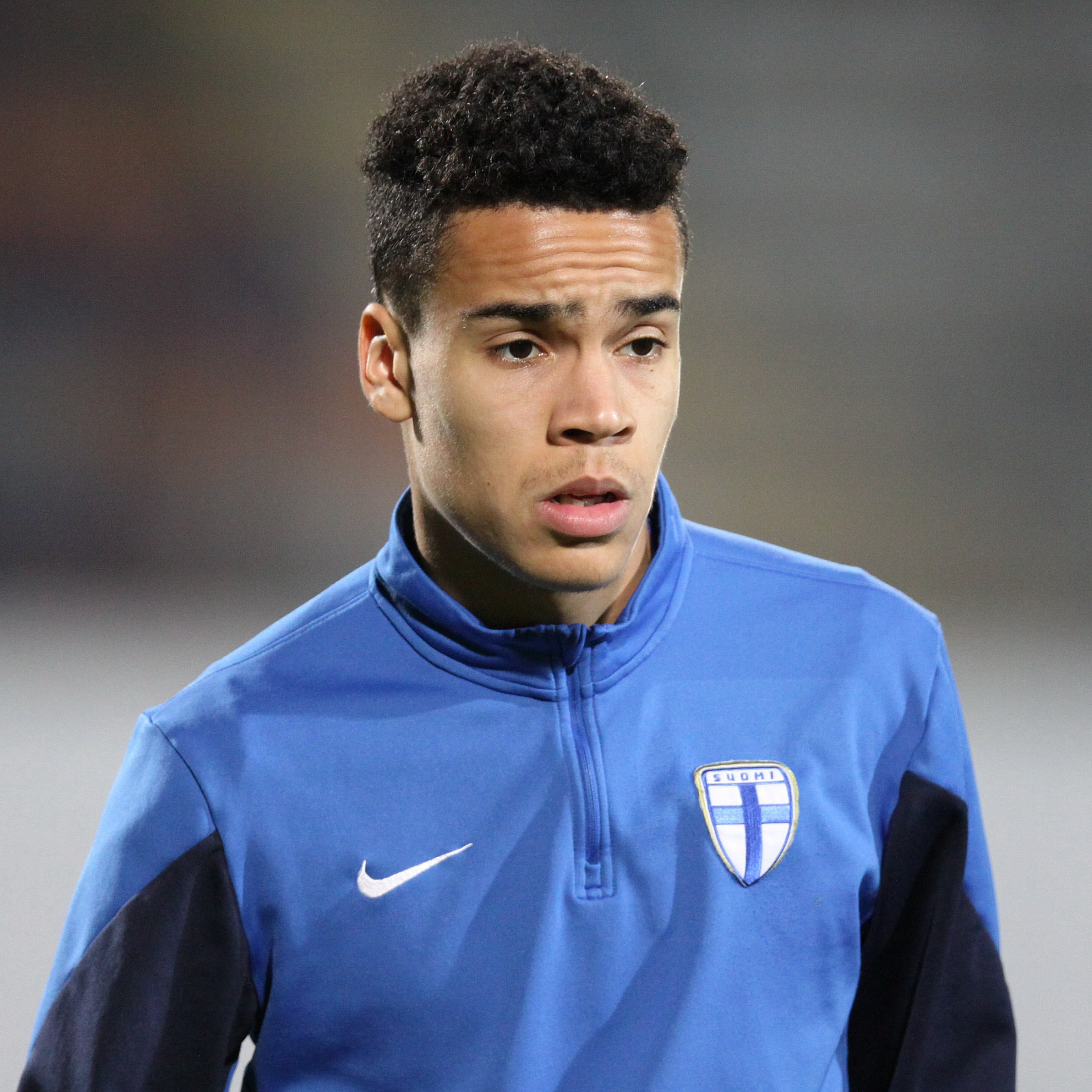
Pyry Soiri im finnischen U21-Team (2015)

Am 9. Oktober 2013 spielte Soiri erstmals für die finnische U20-Nationalmannschaft bei der 1:2-Niederlage im Freundschaftsspiel gegen die U19 von Schweden, wobei Soiri die zwischenzeitliche Führung zum 1:0 erzielen konnte. Nur wenige Tage danach, am 15. Oktober 2013, wurde er für das Qualifikationsspiel zur U21-Europameisterschaft in den Kader der finnischen U21-Nationalmannschaft gegen Moldawien berufen, in dem er allerdings nicht zum Einsatz kam. Am 1. Juni 2014 durfte er schließlich mit einem Kurzeinsatz im Rückspiel der U21-EM-Qualifikation gegen Moldawien beim 1:0-Sieg sein Debüt geben.
Am 6. Oktober 2017 kam Soiri im Qualifikationsspiel zur Fußball-Weltmeisterschaft 2018 gegen Kroatien unter Teamchef Markku Kanerva zu seinem Debüt in der finnischen Nationalmannschaft. Nach seiner Einwechslung in der 80. Spielminute für Përparim Hetemaj konnte er in der 90. Minute den Ausgleichstreffer zum 1:1-Unentschieden erzielen. Weitere Teamtore folgten am 9. November 2017 beim 5:0-Sieg gegen Estland und am 26. März 2018 beim 5:0-Sieg gegen Malta.
In der erfolgreichen Qualifikation für die Europameisterschaft 2021 wurde er sechsmal ein- und dreimal ausgewechselt. Mit Finnland nahm er auch an der UEFA Nations League 2018/19 teil, bei der der finnischen Mannschaft der Aufstieg von Gruppe C in Gruppe B gelang und auch in der UEFA Nations League 2020/21 konnte er dazu beitragen die Liga zu halten. Für die Europameisterschaft 2021 wurde er in den finnischen Kader berufen und kam während des Turniers im Vorrundenspiel gegen Russland zu einem Einsatz nach Einwechslung.

## Weblinks

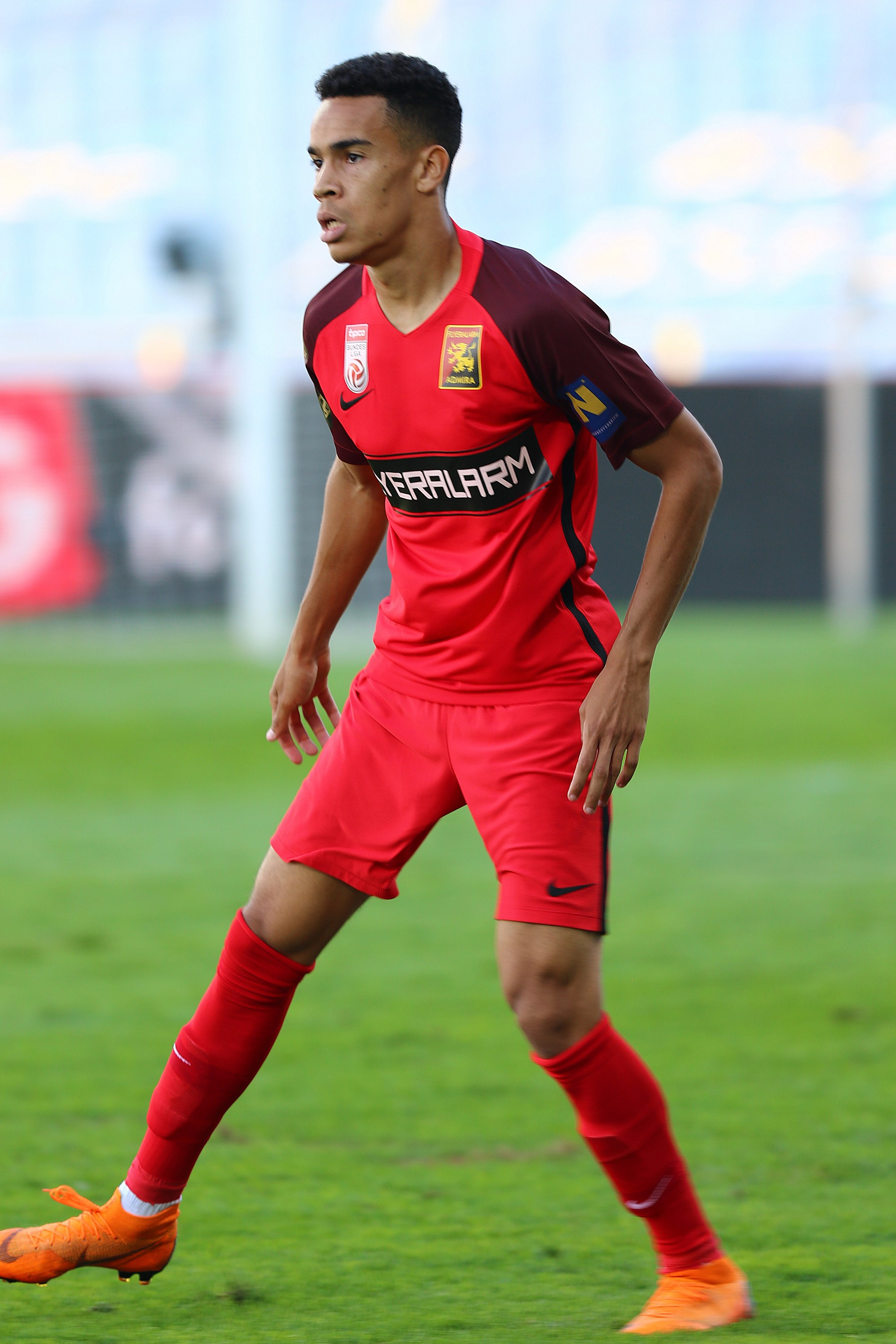
Pyry Soiri bei seinem Debüt für den FC Admira Wacker Mödling